# هيو رودين
هيو رودين (بالإنجليزية: Hugh Roddin)‏ (10 مارس 1887 – 3 مارس 1954) هو ملاكم من المملكة المتحدة راحل، مثّل بلاده في الألعاب الأولمبية الصيفية 1908.

## روابط خارجية
هيو رودين على موقع اللجنة الأولمبية الدولية (الإنجليزية)
- هيو رودين على موقع أوليمبيديا (الإنجليزية)